# Sertularella spirifera
Sertularella spirifera är en nässeldjursart som beskrevs av Eberhard Stechow 1931. Sertularella spirifera ingår i släktet Sertularella och familjen Sertulariidae. Inga underarter finns listade i Catalogue of Life.